# Buck McKeon
Buck McKeon właściwie Howard Philip McKeon (ur. 9 września 1938 w Los Angeles) – amerykański polityk, członek Partii Republikańskiej.

## Działalność polityczna
Od 3 stycznia 1993 do 3 stycznia 2015 był przez jedenaście kadencji przedstawicielem 25. okręgu wyborczego w stanie Kalifornia w Izbie Reprezentantów Stanów Zjednoczonych.